# 古谷乳業
古谷乳業株式会社（ふるやにゅうぎょう）は、千葉県千葉市中央区に本社を置く乳製品メーカー。

## 沿革
※ 会社沿革 フルヤ牛乳（外部サイト）
- 1945年（昭和20年）10月 - 千葉県山武郡成東町津辺119番1号に於いて初代社長古谷良作が自営にて牛乳処理販売を開始。
- 1949年（昭和24年）6月 - 千葉県銚子市清川町1丁目710番地に銚子工場を新設。
- 1951年（昭和26年）9月3日 - 株式会社フルヤ牛乳店設立。
- 1957年（昭和32年）9月 - 古谷乳業株式会社と商号変更。
- 1958年（昭和33年）6月 - 千葉県山武郡成東町成東2502番地へ成東工場新築操業。
- 1962年（昭和37年）7月 - 成東工場増築及び銚子工場増設。
- 1964年（昭和39年）11月 - 千葉市千葉中央地区埋立地食品コンビナートに進出するため、5,140坪買収契約完了。
- 1966年（昭和41年）9月 - 千葉工場起工式。
- 1967年（昭和42年）3月 - 千葉工場完成稼働。
- 1975年（昭和50年）8月 - 千葉県銚子市松本町5丁目270番地に銚子工場を新設稼働。
- 1976年（昭和51年）8月 - 成東工場閉鎖。
- 1980年（昭和55年）4月 - 千葉工場増改築及び増設備工事完了及び冷凍冷蔵庫新設。
- 1983年（昭和58年）8月 - 千葉工場増改修工事完了。
- 1991年（平成3年）3月 - 千葉県香取郡多古町水戸字水戸台1番16号に成田工場を新設稼働。
- 1992年（平成4年）12月 - 千葉県千葉市美浜区新港14番に本社及び配送センターを新設。
- 1996年（平成8年）9 - 古谷乳業創業50周年を迎える。
- 1998年（平成10年）12月 - 牛乳においてHACCPシステム承認。
- 2002年（平成14年）4月 - 加工乳、乳飲料においてHACCPシステム承認。
- 2003年（平成15年）3月 - 売上高100億円を達成。
- 2005年（平成17年）
  - 3月 - 成田工場ISO14001の認定取得。
  - 7月 - 成田工場デザート棟増築稼働。
- 2008年（平成20年）7月 - 紙容器リサイクル設備新設稼働。
- 2011年（平成23年）8月 - 成田工場アセプティック新棟完成稼働。
- 2015年（平成27年）10月 - 千葉県千葉市中央区千葉港7番1号へ本社移転。
- 2021年（令和3年）3月 - 成田工場FSSC22000(食品安全マネジメント)認証取得。
- 2022年（令和4年）5月 - 全社としてISO14001(環境マネジメント)認証取得。
- 2023年（令和5年）
  - 10月3日 - 面白法人カヤックと立ち上げたコーヒー牛乳の新ブランド「ミルクの束縛」を、千葉県内のファミリーマートで販売開始[1]。
  - 10月17日 - 千葉県千葉市中央区中央3丁目10番6号に本社移転[2]。
  - 11月28日 - 「ミルクの束縛」の販売を、東京都へ拡大[3]。

## 製品
牛乳のほか、ヨーグルトなど乳製品、果実・野菜ジュースや清涼飲料、デザートなどの販売を行なっている。特に牛乳は、千葉県内の小・中学校の給食用牛乳として、長年親しまれている。

## 事業所
本社、量販部
〒260-0013 千葉県千葉市中央区中央3丁目10番6号北野京葉ビル4階
首都圏営業所
〒272-0111 千葉県市川市妙典3丁目6番3号
成田工場／千葉・茨城営業所／OEM課／商品企画・開発室
〒289-2247 千葉県香取郡多古町水戸字水戸台1番16号